# 大島一郎
大島 一郎（おおしま いちろう、1903年9月8日 - 1985年4月21日）は、日本の実業家。中日新聞社社主、東海テレビ放送会長、東海ラジオ放送会長を務めた。愛知県東春日井郡小幡村（守山町→守山市を経て現在の名古屋市守山区）出身。
東海テレビ放送、東海ラジオ放送の創業者。

## 経歴
1927年（昭和2年）に早稲田大学政治経済学部を卒業し、時事新報を経て1929年（昭和4年）に祖父の大島宇吉が興した新愛知新聞社へ入社。傘下の國民新聞総務局長を経て1935年（昭和10年）に伯父の大島慶治郎が死去した後を受けて新愛知支配人となり、1941年（昭和16年）より同社社長に就任。翌1942年（昭和17年）には戦時下の新聞統制を受けて競合紙の名古屋新聞との合併により発足した中部日本新聞社の初代社長に就任し、名古屋新聞総務局長の小山龍三（小山松寿の娘婿）を副社長に迎える。1945年（昭和20年）11月に戦争協力への責任を理由に社長を退き社主となったのち顧問、会長を経て龍三と共同で代表取締役社主に就任した。
新愛知新聞社の傘下で1936年（昭和11年）1月に結成されたプロ野球チームの名古屋軍、のち中日ドラゴンズでは副会長に就任していたが、名古屋新聞との合併後に新聞社と野球興行の兼業が問題視されたため個人で球団を引き取り、自己資金を投じて組織を維持していた。1944年（昭和19年）には戦況の悪化でやむなく理研コンツェルンへ球団を預け「産業軍」と改称されたが、終戦を経て球団の経営権を取り戻し再建に当たる。オーナー職は中部日本新聞社長退任に伴い新愛知時代の部下で後任の社長となった杉山虎之助に譲るが、その後も球団会長としてドラゴンズの経営に携わり、プロ野球界の振興に尽力した。
その他に中日スタヂアム社長、中部日本放送取締役、東海テレビ放送会長、東海ラジオ放送会長、日本新聞協会常任理事、共同通信社常任理事、中部ゴルフ連盟会長などを歴任。特にゴルフへの造詣が深く、三好カントリー倶楽部の初代社長を務めたのを始め東海カントリークラブでも発起人に名を連ねている。1974年（昭和49年）、勲一等瑞宝章が授与された。
1985年（昭和60年）4月21日、心不全のため名古屋市中区の中日病院で死去。享年83（満81歳没）。

## 家族
中日新聞の前身紙の一つである新愛知を創刊した大島宇吉は祖父。父の大島藤次郎は宇吉の次男で、守山町の第6代町長を歴任。藤次郎は新愛知および中日新聞の経営には直接関与しなかったが、新愛知支配人を務めた兄の慶治郎が本家の養子となったため家督を相続した。
妻の大島鑑子は島根県出身で小野氏（社家）の男爵・小野尊正の次女。日御碕神社宮司の小野勝彬は義弟（妻の実弟）に当たる。
妹（藤次郎五女）・ゆきの夫で、東京新聞社理事・工務局長を務めた大島一衛は養弟。血縁上は一郎の甥（一衛の次男）に当たる大島宏彦（中日新聞社名誉顧問）が一郎の養嗣子となった。宏彦の実兄（一衛長男）は東洋大学名誉教授の大島建彦。